# Fly Away (Tones and I)
Fly Away è un singolo della cantante australiana Tones and I, pubblicato il 13 novembre 2020 come primo estratto dal primo album in studio Welcome to the Madhouse.

## Video musicale
Il video musicale, reso disponibile in concomitanza con l'uscita del singolo, è stato diretto da Nick Kozakis e Liam Kelly.

## Tracce
Testi e musiche di Toni Watson.
Download digitale
1. Fly Away – 2:58

Download digitale – Alternate Version
1. Fly Away (Alternate Version) – 5:11

Download digitale – Jonas Blue Remix
1. Fly Away (Jonas Blue Remix) – 3:12

Download digitale – RIP King T
1. Fly Away (RIP King T) – 2:53

## Formazione
- Tones and I – voce, produzione
- Dann Hume – produzione, missaggio
- Andrei Eremin – mastering

## Classifiche

### Classifiche settimanali
| Classifica (2020-21) | Posizione massima |
| -------------------- | ----------------- |
| Australia            | 4                 |
| Austria              | 36                |
| Belgio (Fiandre)     | 83                |
| Belgio (Vallonia)    | 27                |
| Canada               | 87                |
| Croazia              | 35                |
| Danimarca            | 11                |
| Germania             | 44                |
| Irlanda              | 10                |
| Norvegia             | 37                |
| Nuova Zelanda        | 37                |
| Polonia              | 42                |
| Regno Unito          | 11                |
| Svezia               | 29                |
| Svizzera             | 30                |

### Classifiche di fine anno
| Classifica (2021) | Posizione |
| ----------------- | --------- |
| Australia         | 24        |
| Danimarca         | 28        |
| Irlanda           | 49        |
| Regno Unito       | 56        |
| Svezia            | 99        |
| Svizzera          | 98        |